# S 20
S 20 war ein Großes Torpedoboot des Amtsentwurfs 1911 der Kaiserlichen Marine (sog. Lans-Krüppel).  Das Boot gehörte zu einer zwölf Einheiten umfassenden Bauserie, die im Etatjahr 1912 seitens des Reichsmarineamtes an die Schichau-Werke vergeben wurde. S 20 wurde am 5. Juni 1917 bei einer Aufklärungsfahrt am Ärmelkanal durch überlegene britische Einheiten versenkt.

## Geschichte

### Bau und Indienststellung
Die Schichauwerft im westpreußischen Elbing begann 1911 mit dem Bau der aus S 13 bis S 24 bestehenden Bootsserie. Das achte Boot mit der Baunummer 871, für das die Bezeichnung S 20 vorgesehen war, stand am 4. Dezember 1912 zum Stapellauf bereit. Das Boot war bis zum Spätherbst des Jahres fertiggestellt und wurde von der Marine am 9. Dezember in den aktiven Dienst übernommen. Der Bau kostete rund 1.600.000 Mark.

### Einsätze
Das Boot bildete mit den Schwesterschiffen der kompletten Bauserie die VII. Torpedoboots-Flottille und gehörte in diesem Rahmen mit den Booten S 19 bis S 23 zur 14. Torpedoboots-Halbflottille. Es wechselte 1916 in den Bestand der 13. Torpedoboots-Halbflottille.
Mit Kriegsbeginn wurde es im Vorpostendienst in der Nordsee und als U-Boot-Sicherung bei Vorstößen der schweren Einheiten der Hochseeflotte eingesetzt, so auch bei der Skagerrakschlacht unter dem damaligen Kommandanten Kapitänleutnant Albert Benecke. Erstmals wurde das Boot 1916 auf die durchschlagskräftigere 8,8-cm-L/45-TK umgerüstet. Dabei wurden auch die Brücke umgebaut sowie der vordere Windhutzen erhöht. Ab November 1916 war Kapitänleutnant Erich Giese Kommandant des Bootes. Anfang des Jahres 1917 wurden auf S 20 zusammen mit den zur Verlegung nach Flandern vorgesehenen anderen Booten die 8,8-cm-Geschütze gegen wesentlich schlagkräftigere 10,5-cm-L/45-Kanonen ausgetauscht. Am 18. Februar 1917 verlegte das Boot zusammen mit den Schwesterschiffen S 15, S 18 und S 24, den größeren Booten G 95 und G 96  sowie vier A-II-Booten nach Seebrügge. S 20 bildete dort mit ihren drei Schwesterbooten die 2. Zerstörer-Halbflottille der Zerstörer-Flottille Flandern.
Folgende Einsätze fuhr das Boot im Rahmen dieses Verbandes:
- 25. – 26. Februar 1917 gegen englischen Schiffsverkehr im Ärmelkanal
- 17. – 18. März 1917 gegen Kanalbewachung und The Downs, dabei wurde durch S 20 der Dampfer Greypoint (894 GRT) versenkt
- 20. – 21. April 1917 Beschießung von Calais, Dover (dabei Verlust der großen Boote G 42 und G 85 im Gefecht)
- 26. – 27. April 1917 Beschießung von Margate und North Foreland
- 4. – 5. Juni 1917 Aufklärung gegen  Thornton-Bank, dabei Zusammentreffen mit englischen Küstenbeschießungsverband (Monitore, Kreuzer und Zerstörer) und der Harwich Force

### Das letzte Gefecht und Untergang
In den frühen Morgenstunden des 5. Juni 1917 liefen S 15 und S 20 gegen 03.00 Uhr zu einer Routineaufklärungsfahrt im Küstenvorfeld von Seebrügge aus. Ziel dieser Unternehmung war es, einerseits eventuell vorhandene britische Einheiten aufzuklären und anderseits die Passierbarkeit der minenfreien Zwangswege zu kontrollieren. Diese Aktivitäten sind vor dem Hintergrund der in Seebrügge und Ostende stationierten deutschen Flandern-U-Boote zu sehen. Zudem rechnete man deutscherseits mit einer möglichen Küstenbeschießung durch britischer Seestreitkräfte. Nachdem beide Boote den Hafen verlassen und ihre Patrouillenfahrt eigentlich schon beendet hatten, meinte man, ablaufende Coastal Motor Boats zu erkennen, und verfolgte diese. Die vermuteten Motorboote stellten sich jedoch innerhalb kurzer Zeit als kampfstarker britischer Verband der Harwich Force, bestehend aus den leichten Kreuzern des 5. Leichten Kreuzergeschwaders (Centaur, Canterbury und Conquest) und Zerstörern heraus. Den englischen Schiffen gelang es innerhalb kurzer Zeit auf Schussdistanz heranzukommen. S 20 erhielt bereits drei Minuten nach Gefechtsbeginn einen schweren Treffer in die Kesselanlage, der die Geschwindigkeit stark herabsetzte. Im konzentrischen Feuer der britischen Kreuzer und Zerstörer sank das Boot um 5 Uhr 15 Minuten auf 51° 28′ N, 2° 48′ O unter dem Verlust von 49 Mann, darunter Erich Giese. Sieben Schiffbrüchige wurden durch den englischen Zerstörer Satyr aufgenommen und weitere 27 Seeleute später durch deutsche Seestreitkräfte und Seeflieger gerettet.
Das bei dieser Aktion ebenfalls schwer beschädigte Schwesterboot S 15 konnte trotz des kompletten Ausfalls der Maschinenanlage durch Treffer in den Hafen von Seebrügge eingebracht werden.
Zu Ehren des Kommandanten benannte die Kriegsmarine ihren am 4. März 1939 in Dienst gestellten zwölften Zerstörer Z 12 Erich Giese, der am 13. März 1940 in Narvik, Norwegen, versenkt wurde.